# Anastasia Pozdneakova
Anastasia Pozdneakova (n. 11 decembrie 1985, Elektrostal, RSFS Rusă, URSS) este o săritoare în apă ce a reprezentat Rusia, medaliată olimpică. A participat la 2 ediții ale Jocurilor Olimpice (2008, 2012) în care a câștigat o medalie de argint.